# Назарет (Тексас)
Назарет (енгл. Nazareth) град је у америчкој савезној држави Тексас. По попису становништва из 2010. у њему је живело 311 становника.

## Демографија
Према попису становништва из 2010. у граду је живело 311 становника, што је 45 (12,6%) становника мање него 2000. године.
| Група             | 2000.       | 2010.       |
| Белци             | 333 (93,5%) | 277 (89,1%) |
| Афроамериканци    | 0 (0,0%)    | 1 (0,3%)    |
| Азијати           | 0 (0,0%)    | 0 (0,0%)    |
| Хиспаноамериканци | 21 (5,9%)   | 33 (10,6%)  |
| Укупно            | 356         | 311         |